# Graceland (álbum)
| Críticas profissionais | Críticas profissionais |
| Avaliações da crítica  | Avaliações da crítica  |
| Fonte                  | Avaliação              |
| ---------------------- | ---------------------- |
| All Music Guide        | link                   |

Graceland é o sétimo álbum de estúdio do cantor de rock estaunidense Paul Simon, lançado em 1986. Este álbum está na lista dos 200 álbuns definitivos no Rock and Roll Hall of Fame. O álbum alçou o grupo vocal sul-africano Ladysmith Black Mambazo à fama internacional.

## Faixas
Todas as letras escritas por Paul Simon, exceto onde indicado. 
| N.º | Título                                                            | Compositor                           | Duração |  |
| 1.  | "The Boy in the Bubble"                                           | Forere Motloheloa/Paul Simon         | 3:59    |  |
| 2.  | "Graceland"                                                       |                                      | 4:48    |  |
| 3.  | "I Know What I Know" (c/ The Gaza Sisters)                        | General MD Shirinda/Simon            | 3:13    |  |
| 4.  | "Gumboots"                                                        | Lulu Masilela/Jonhjon Mkhalali/Simon | 2:44    |  |
| 5.  | "Diamonds on the Soles of Her Shoes" (c/ Ladysmith Black Mambazo) | Joseph Shabalala/Simon               | 5:45    |  |
| 6.  | "You Can Call Me Al"                                              |                                      | 4:39    |  |
| 7.  | "Under African Skies" (c/ Linda Ronstadt)                         |                                      | 3:37    |  |
| 8.  | "Homeless" (c/ Ladysmith Black Mambazo)                           | Shabalala/Simon                      | 3:48    |  |
| 9.  | "Crazy Love, Vol. II"                                             |                                      | 4:18    |  |
| 10. | "That Was Your Mother"                                            |                                      | 2:52    |  |
| 11. | "All Around the World or the Myth of Fingerprints"                |                                      | 3:15    |  |